# 皇家哈恩足球俱乐部
皇家哈恩足球俱乐部（西班牙語：Real Jaén Club de Fútbol），西班牙安达卢西亚自治区内陆城市哈恩的一个足球俱乐部，成立于1922年。该队现参加西班牙皇家足協丙組聯賽。